# Sceloporus formosus
Sceloporus formosus là một loài thằn lằn trong họ Phrynosomatidae. Loài này được Wiegmann mô tả khoa học đầu tiên năm 1834.